# Austrolycopodium paniculatum
Austrolycopodium paniculatum är en lummerväxtart som först beskrevs av Nicaise Auguste Desvaux och Jean Louis Marie Poiret, och fick sitt nu gällande namn av Josef Holub. Austrolycopodium paniculatum ingår i släktet Austrolycopodium och familjen lummerväxter. Inga underarter finns listade i Catalogue of Life.